# 夏美的一步
 （夏美的一步，但未有正式譯法）是由日本Flash動畫師所製作的Flash動畫。
在網路上的漢字文化圈被不少人稱為表面上是治癒系的 Flash 動畫，實際則隱藏了不少精心伏下與死亡有關的意識暗喻。

## 表面
動畫的簡略暨「表面」的內容，是以輕快美妙的音樂伴以如樂園般的環境，講述少女安堂夏美乘坐列车與2ch AA 人物一天愉快的旅程。

## 里面
但片段中出现了大量暗示死亡的内容，包括：
- 在列车出现时出现类似“死”的牌标。
- 2Ch AA 人物在欢迎夏美到来时，使用的是象征弔事的黑白色旗子，而非红白色。
- 列车行驶方向出现了两块方向相反的的指向牌，一块写着「TEN59」，音似，即「天国」；而另一块为「Gi59」，音似，即「地狱」。而列车的方向是前往地狱并且最终的场景和地狱相仿。
- 在片段出现了三段夏美的回忆，包括和一名男性争吵；和男性不欢而散；出现在列车站台并有一辆列车经过。其中站台的回忆有一个鐘，钟的时间正好是介绍夏美出场身份所标注的23:36。

在同作品的另一个片段中，还存在两个隐藏要素：
- 片段实际上被更小的页面框包裹，将片段单独抽离观看，可以发现片段中的夏美手中隐藏的铁橇。
- 片段最后如果执行播放命令，会看见夏美拿出隐藏的铁橇并且脸露凶色。

## 結論
因此根据上述暗示，隐藏的剧情就成为：夏美的男友提出分手，無法承受事實的夏美以鐵橇殺死她的男友，之后其在23:36分跳火车路軌自殺，实际上原片段的美好的最终结果就是其到达了地狱。

## 有關事實
- 動畫中的安堂夏美是位虛構人物。
- 安堂夏美不是作者，作者亦仍然在生。
- 現時沒有證據證明安堂夏美的經歷直接或間接反映作者的現實及過去。
- 雖然作者的網站內容並非全部基於 2ch ，而動畫中有不少二頻道文字人物出演，間接令安堂夏美成為少數由它以外進駐、且在其中被得以認識的原創人物。
- 到底作者為何特意設計一個佈局如此對生命兩極化的動畫，其動機至今仍未公開。

## 名字註釋
由於日本人的姓名不一定全部擁有漢字，甚至可以只有平假名的讀音標示，加上日語一字多音（音讀和訓讀等）和一音多字的特性，故此（Natsumi）經排列後可以有許多可能，例如：
本條目之題只是選用了較常出現作名字用的詞漢字選擇。

## 外部連結
- （日語）http://koshiandoh.com （页面存档备份，存于）
- （日語）《夏美的一步》
- （日語）《夏美的一步》追加小跋 （页面存档备份，存于）
- （日語）《夏美的一步》解構 （页面存档备份，存于）
  - （中文）《夏美的一步》解構中譯
- （日語）《夏美的一步》解構2 （页面存档备份，存于）